# 胚珠

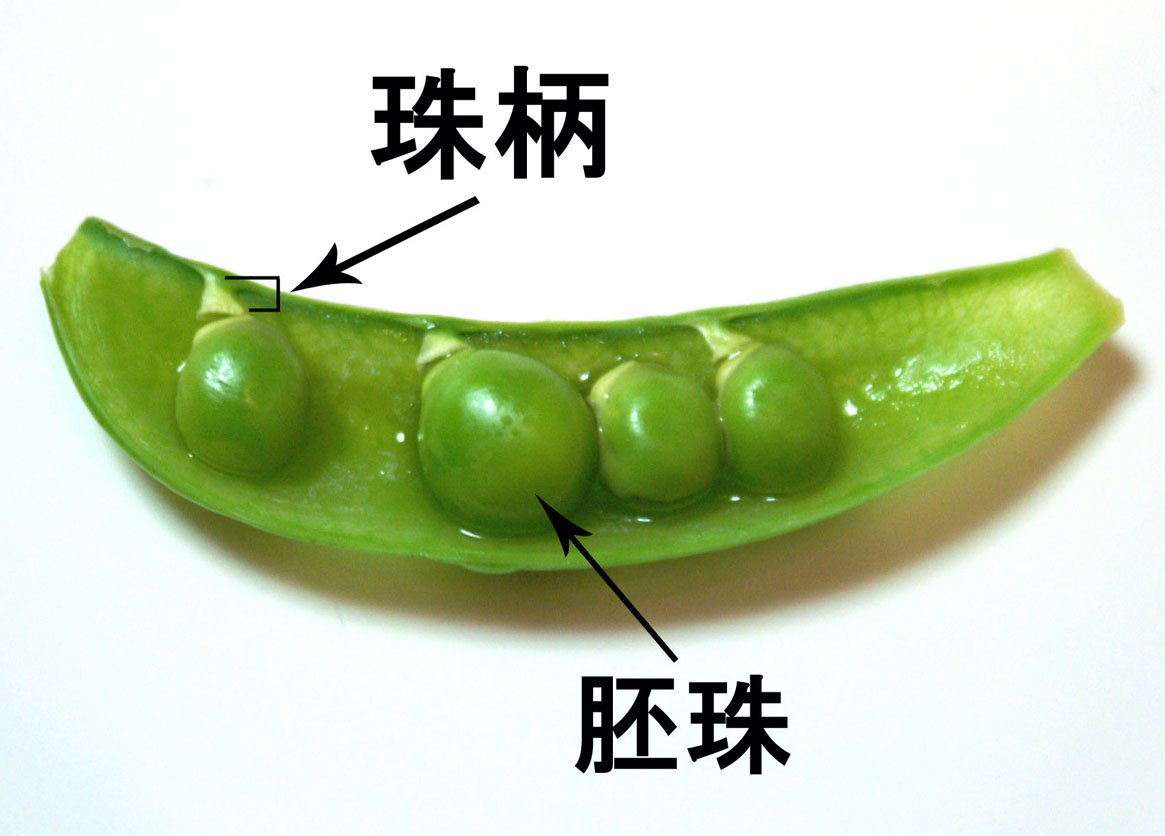
サヤエンドウを例にした胚珠と珠柄の位置、鞘が子房

胚珠（はいしゅ）とは種子植物の種子になる部分である。卵細胞を内蔵し、受粉時は花粉から花粉管が珠孔を通じて胚珠の内部へ伸び、花粉内部の精細胞が胚珠内部の卵細胞と受精する。

## 構造

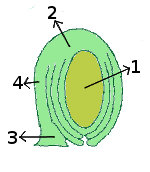
胚珠の構造 1:珠心 2:合点 3:珠柄 4:内珠皮

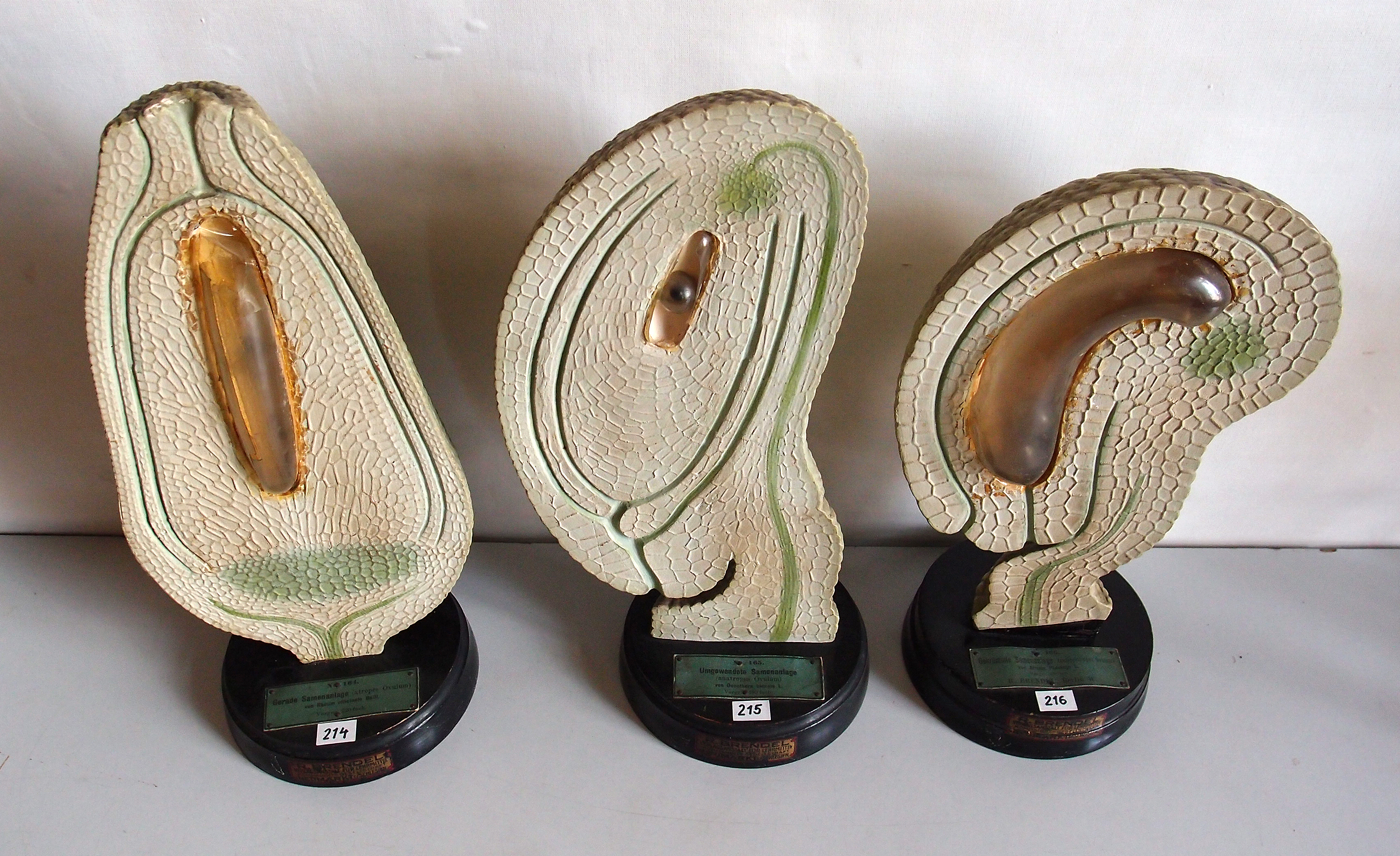
胚珠の形は種や分類群によって異なる。

- 珠柄（しゅへい、funicle,ovule stalk）

茎状の構造。直生胚珠の中にはクルミ科などのように、珠柄を欠き、無柄のものもある 。倒生胚珠や湾生胚珠では珠柄は珠皮とくっついており、合点へ伸びる背線（raphe）を形成している。被子植物の場合、胚珠は珠柄で子房の維管束とつながっており、胚珠は受粉後、珠柄を通じて種子への成長に必要な栄養分を受け取り、種子として成熟したときには珠柄は消失するため、珠柄は哺乳類の胎児のへその緒に相当する。
- 珠皮（しゅひ、integment）

胚珠外周にあって珠心を取り囲むように保護している構造。通常、裸子植物では1層、被子植物では1または2層。2層の場合、内側の珠皮を内珠皮、外側の珠皮を外珠皮とよぶ。珠皮は成熟すると種皮になる。
- 珠心（しゅしん、nucellus）

胚珠内にあり、大胞子嚢の一種。内部で大胞子が形成され、これが雌性配偶体へと発生する。被子植物においては大胞子は胚嚢細胞、雌性配偶体は胚嚢である。通常、珠心から分化した胚嚢母細胞が減数分裂によって4つの細胞になるが、1つだけが残って胚嚢細胞となる。胚嚢細胞は分裂によって数個の核を含む胚嚢となり、胚嚢のうち一つの細胞が卵細胞である。
- 合点（ごうてん、chalaza）

珠心基部にあって珠心と珠皮、珠柄が合流する点。モクマオウ科、クルミ科、ヤナギ科、ブナ科などでは合点から花粉管が侵入する。これを合点受精という。
- 珠孔（しゅこう、micropyle）

胚珠先端にある珠皮の開口部。ここから花粉管が侵入し、受精する。これを珠孔受精という。
受精の後、受精卵は発生を始め、幼い植物がある程度形を取って胚珠の皮（珠皮）の中で発達する。成熟すれば胚珠は種子となり、珠皮は種皮になる。
被子植物では胚珠は雌蕊の根本の子房という膨らんだ部分の中にある。子房には中に空間があり、そこに胚珠が入っている。胚珠が種子として成熟したときは、子房は《果実》となる。
裸子植物の場合は、胚珠は剥き出しになって雌蕊の上に並んでいる。実際には、多くの場合、雌蕊同士が密着して、胚珠が外からは見えないようになっている。

## 胚珠の起源
種子植物における胚珠はシダ植物の胞子嚢にあたる。シダ植物では、胞子嚢から出る胞子は前葉体を形成し、前葉体から精子と卵細胞が形成される。種子植物においては、胚嚢が前葉体にあたる。すなわち、種子植物は胞子から配偶子までの生活環を胚珠の中で完結させていることになる。胞子嚢から胞子が出ず、内部で発達するようになったものを内生胞子性（endosporic）といい、イワヒバ科など一部のシダでみられる。こうした胞子嚢が胚珠の祖先であると考えられ、胞子葉が花や種子の構造に進化した。